# Língua xoclengue
A língua laklãnõ, xokleng ou xoclengue é uma língua indígena brasileira pertencente à família Jê Meridional, do ramo Jê paranaense, do tronco linguístico Macro-Jê. É falada pelo povo Laklãnõ, habitante da região Sul do Brasil em Santa Catarina, na Terra Indígena do Ibirama.
Em 1997, 723 pessoas se autodeclararam integrantes do povo indígena laklãnõ (censo da FUNAI). Em 2004, o censo da FUNASA contabilizou 887 pessoas do grupo étnico laklãnõ. A UNESCO estima que há menos de 100 falantes do laklãnõ, e classifica a língua como criticamente ameaçada, no estágio 4 de extinção, numa escala de 5. O Ethnologue classifica a situação linguística como de transição para o português.

## Etimologia
Em fontes anteriores à 1960, o povo Laklãnõ era chamado de Kaingangs de Santa Catarina ou apenas de Kaingangs. Ainda que guardem proximidade linguística, os Kaingangs e os Laklãnõ têm grandes diferenças culturais e não reconhecem parentesco entre si. 
O nome xokleng foi popularizado pelos estudos do etnólogo Sílvio Coelho dos Santos, que foram importantes no reconhecimento da identidade própria deste grupo. De origem incerta, o nome xokleng pode ter surgido no costume do povo em abrigar-se em paredões de pedra, em épocas de chuva. Segundo essa hipótese, xokleng deriva de xó ou txó (paredão de pedra, rocha ou gruta de pedra); e de kleng ou klẽ (montanha).  Outra hipótese da formação do nome xokleng vem da tradição do povo em carregar carne de boi em mochilas de taquara. Assim, xokleng derivaria de txuklẽg (aranha). 
O povo não reconhece o nome xokleng como autodesignação, e o vê com caráter ofensivo. A autodesignação Laklãnõ foi resgatada após a popularização do nome xokleng, e tem etimologia incerta. Segundo o antropólogo Gregory Urban, a autodesignação Laklãnõ surge na contração de ra ydn kra nõ ou la jul klãnõ (povo do lugar que o sol levanta). Assim, Laklãnõ significa "os que são descendentes do Sol", "os do clã do Sol" ou "povo que vive onde nasce o sol".

## Distribuição

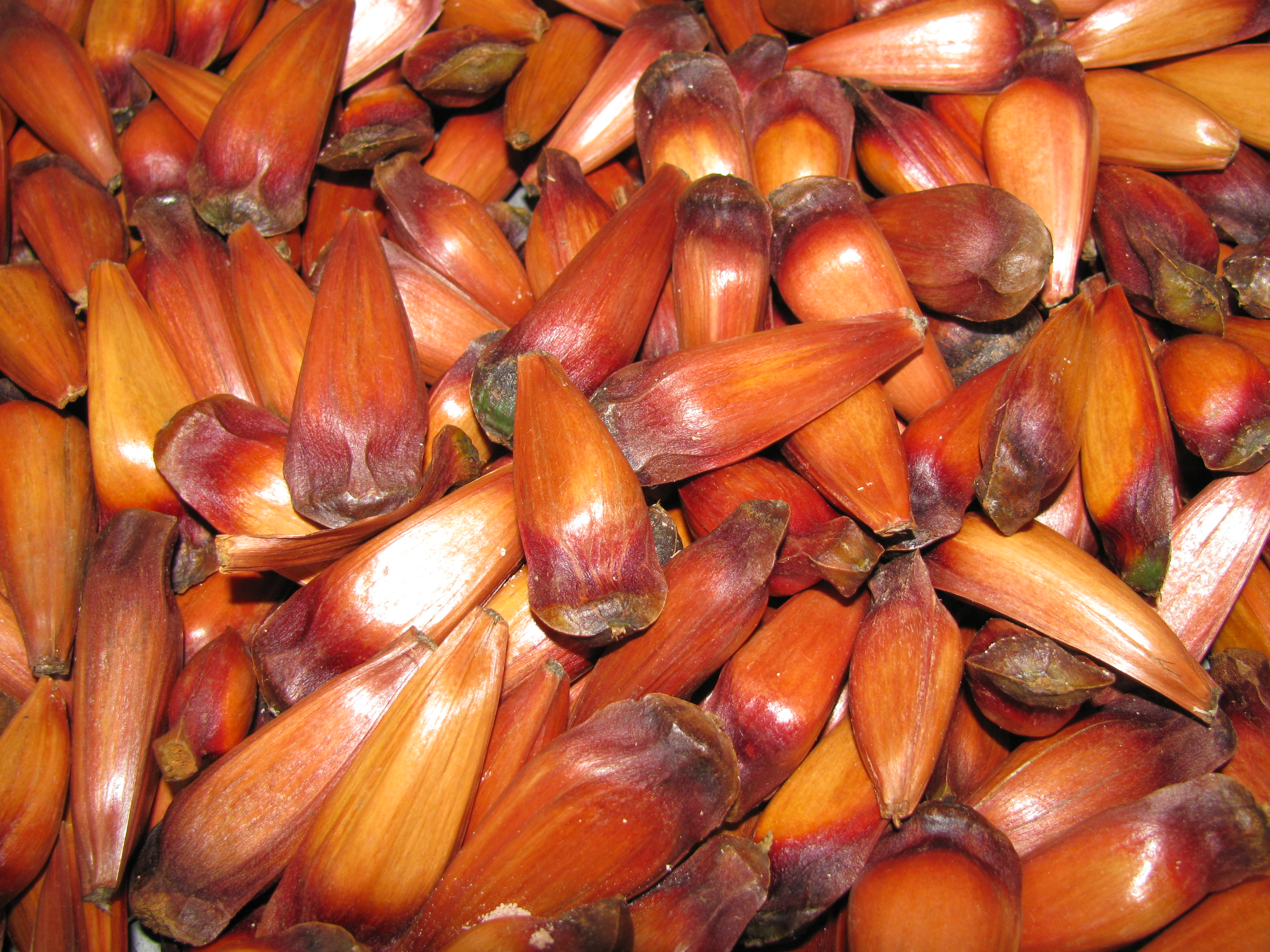
zág do (pinhão)

Os Laklãnõ vivem na Terra Indígena do Ibirama, ao longo dos rios Hercílio (antigo Itajaí do Norte) e Platê, em território compartilhado com os Mbyá, Ñandeva e Kaingangs.
|                       | Laklãnõ                          | Kaingang                      | Mbyá          |
| --------------------- | -------------------------------- | ----------------------------- | ------------- |
| 1ª pessoa do singular | ẽnh                              | inh                           | xee           |
| 2ª pessoa do singular | a, ahã                           | ã                             | ndee          |
| 3ª pessoa do singular | ti, ta (masculino) zi (feminino) | ti (masculino) fi (feminino)  | ha'e          |
| 1ª pessoa do plural   | ãg                               | ẽg                            | nhande ou ore |
| 2ª pessoa do plural   | me ã                             | ãjag                          | peẽ ou pende  |
| 3ª pessoa do plural   | óg                               | ag (masculino) fag (feminino) | ha'e kuery    |

## História
Fontes anteriores a 1960 descrevem o laklãnõ como dialeto do kaingang. A primeira etnografia Laklãnõ, desenvolvida por Jules Henry em 1941, destacava diferenças sociolinguísticas entre os dois povos. Ainda assim, Henry denominava os Laklãnõ de Kaingang.
Em 1978, o antropólogo Gregory Urban afirmou que os Laklãnõ se originaram dos Kaingang: a ruptura se deu devido à separações de suas patri-metades, e que Xokleng é um nome genérico que não lhes dá identidade. Desde então, os Laklãnõ e os Kaingang são considerados povos diferentes, ainda que linguisticamente próximos. O nome Laklãnõ conquistou mais espaço, além de levantar discussões sobre autodenominação de povos indígenas.
O ensino da língua laklãnõ após o contato com os funcionários do Serviço de Proteção aos índios, em 1914, foi conturbado pela implementação de mecanismos de aculturação e incorporação dos indígenas à sociedade dominante. Em 1967, o órgão foi substituído pela FUNAI, que inicialmente implementou poucas alterações à metodologia de ensino.
Finalmente, em 1994, o ensino do laklãnõ foi formalmente introduzido em 5 das 8 escolas de Ensino Fundamental da Terra Indígena do Ibirama. As aulas eram ministradas pelo professor laklãnõ Nanblá Gakran, especializado no estudo da gramática laklãnõ. Em 2004, a Escola Indígena de Educação Básica Laklãnõ foi concluída, e passou a oferecer Ensino Fundamental e Ensino Médio aos laklãnõ e a alguns descendentes de kaingangs. Uma pesquisa feita no mesmo ano revelou que nas turmas de Educação Infantil as professoras falavam apenas em laklãnõ com as crianças, enquanto no Ensino Fundamental os dois primeiros anos não tinham professores falantes de laklãnõ, mas, no terceiro, havia aprendizado secundário do idioma.
A nova escola substituiu 5 das escolas antigas, e opera até hoje, subsidiada pela Secretaria de Estado da Educação de Santa Catarina. Em 2010, a Escola Isolada Indígena Vanhecú Patté passou a oferecer Ensino Fundamental e Médio para alunos que vivem longe da Escola de Educação Básica Laklãnõ.

## Fonologia

### Vogais
Há 18 fonemas vocálicos em laklãnõ, que podem ser agrupados quanto a: abertura (fechadas, médias ou abertas); avanço da língua (anteriores, centrais ou posteriores); e movimentação do palato mole (orais ou nasais). Não há consenso científico acerca da existência de vogais longas em laklãnõ.
|         | Anterior | Anterior | Central | Central | Posterior | Posterior |
| oral    | nasal    | oral     | nasal   | oral    | nasal     |           |
| ------- | -------- | -------- | ------- | ------- | --------- | --------- |
| Fechada | i        | ĩ        | ɨ       | ɨ̃       | u         | ũ         |
| Média   | e        | ẽ        | ə       | ə̃       | o         | õ         |
| Média   | ɛ        | ɛ̃        | ə       | ə̃       | ɔ         | ɔ̃         |
| Baixa   |          |          | a       | ã       |           |           |

### Consoantes
O laklãnõ possui 13 fonemas consonantais, contrastando labialização para as oclusivas dorsais e mostrando pré-nasalização em oclusivas e africadas sonoras. Os fonemas consonantais podem ser divididos de acordo com sonoridade (surdos e sonora), sendo as sonoras pré-nasalizadas; ponto de articulação (labiais, coronais, dorsais e glotais); modo de articulação (oclusivas, africadas, fricativas, nasais e aproximantes).
|             |                | Labial | Coronal | Dorsal | Dorsal | Glotal |
| plana       | labializada    | Labial | Coronal |        |        | Glotal |
| ----------- | -------------- | ------ | ------- | ------ | ------ | ------ |
| Oclusiva    | Plana          | p      | t̪       | k      | kʷ     | ʔ      |
| Oclusiva    | Pré-nasalisada | ᵐb     | ⁿd̪      | ᵑg     | ᵑgʷ    |        |
| Africada    | Plana          |        | tʃ      |        |        |        |
| Africada    | Pré-nasalisada |        | ⁿdʒ     |        |        |        |
| Fricativa   | Fricativa      |        | ð       |        |        | h      |
| Nasal       | Nasal          | m      | n̪       | ɲ      |        |        |
| Aproximante | Plana          | ʋ      |         | j      |        |        |
| Aproximante | Lateral        |        | l       |        |        |        |

### Fonotática
A sílaba canônica em laklãnõ é ((C1)(C2) V (C)). Encontros de consoantes homorgânicas são proibidos em laklãnõ, em uma mesma sílaba ou em fronteira silábica. Assim, consoantes de mesmo ponto e modo de articulação, porém de sonoridades diferentes, não são encontradas juntas. Os encontros consonantais permitidos são: /pl, kl, ml, ŋl/. As consoantes que ocorrem à direita de sílabas mediais são  /k/, /m/, /n/, /ŋ/, /j/ e /l/, enquanto à direita das sílabas finais ocorrem apenas  /m/, /n/, /ŋ/, /j/ e /l/.

## Ortografia
O alfabeto laklãnõ foi desenvolvido por Nanblá Gakran e Terezinha Bublitz, em 1997. É baseado no alfabeto latino e possui 20 letras, sendo que x e w apenas são usados nos dígrafos /tx, gw, kw/.
As consoantes são b, d, dj, g, gw, h, j, k, kw, l, m, n, nh, p, t, tx, v, z. As vogais são a, á, e, é, i, o, ó, u, y, com uso de til para representação de nasalidade.
|                        | Fonema | Letras |
| ---------------------- | ------ | ------ |
| Oclusivas              | p      | p      |
| Oclusivas              | t      | t      |
| Oclusivas              | k      | k      |
| Oclusivas              | ʔ      | '      |
| Oclusivas              | kw     | kw     |
| Fricativas e africadas | tʃ     | tx     |
| Fricativas e africadas | ʋ      | v      |
| Fricativas e africadas | ð      | z      |
| Fricativas e africadas | h      | h      |
| Nasais                 | m      | m      |
| Nasais                 | n      | h      |
| Nasais                 | ŋ      | nh     |
| Aproximantes           | l      | l      |
| Aproximantes           | j      | j      |
| Pré-nasalisadas        | mb     | b      |
| Pré-nasalisadas        | nd     | d      |
| Pré-nasalisadas        | ŋg     | g      |
| Pré-nasalisadas        | ŋgw    | gw     |
| Lateral                | l      | l      |
| Aproximante            | j      | j      |

|        | Fonema | Letras |
| ------ | ------ | ------ |
| Altas  | i      | i      |
| Altas  | ĩ      | ĩ      |
| Altas  | ɨ      | y      |
| Altas  | ɨ̃      | ỹ      |
| Altas  | u      | u      |
| Altas  | ũ      | ũ      |
| Médias | e      | e      |
| Médias | ə      | á      |
| Médias | o      | o      |
| Baixas | ɛ      | é      |
| Baixas | ɛ̃      | ẽ      |
| Baixas | a      | a      |
| Baixas | ã      | ã      |
| Baixas | ɔ      | ó      |
| Baixas | ɔ̃      | õ      |

## Gramática

### Pronomes
Em laklãnõ, os pronomes desempenham mesma função que nomes e sintagmas nominais.

#### Pessoais
Os  pronomes pessoais são usados em referência ao falante (eu/ nós), ao ouvinte (você/ vocês) e às outras pessoas e às coisas, identificadas ou não. O falante e o ouvinte estão obrigatoriamente presentes na situação, enquanto a terceira pessoa, que pode estar identificada ou não, pode ter a si atribuída a noção de definida/indefinida.
|                       | Laklãnõ   | Português |
| --------------------- | --------- | --------- |
| 1ª pessoa do singular | ẽnh       | eu        |
| 2ª pessoa do singular | a, ahã    | tu        |
| 3ª pessoa do singular | ti, ta zi | ele ela   |
| 1ª pessoa do plural   | ãg        | nós       |
| 2ª pessoa do plural   | me ã      | vocês     |
| 3ª pessoa do plural   | óg        | eles elas |

Há também os pronomes pessoais enfáticos, usados em construções estativas.
|                       | Laklãnõ     | Português               |
| --------------------- | ----------- | ----------------------- |
| 1ª pessoa do singular | ẽnh ja      | eu mesmo                |
| 2ª pessoa do singular | a aha       | tu mesmo                |
| 3ª pessoa do singular | ti vũ zi vũ | ele mesmo ela mesma     |
| 1ª pessoa do plural   | ãg ha       | nós mesmos              |
| 2ª pessoa do plural   | me a ha     | vocês mesmos            |
| 3ª pessoa do plural   | óg ha       | eles mesmos elas mesmas |

#### Possessivos
Os pronomes pessoais em laklãnõ também são usados em construções possessivas com nomes relativos da subclasse 1a, e são costumeiramente traduzidos para os pronomes possessivos do português. No entanto, é mais adequada a tradução literal livre, exemplificada abaixo: 
- ti katxol = cachorro de ele.
- zi katxol = cachorro de ela.
- óg katxol = cachorro de eles.

Das duas formas existentes para expressar a 3ª pessoa do singular masculina, a forma ta nunca assume função de objeto direto, nem de sintagma pósposicionado e nem é usada em construções possessivas; nesses caso, sempre se usa ti. A forma  ahã, que denota 2ª pessoa do singular, também não é usada em construções de posse.

#### Demonstrativos
Os pronomes demonstrativos são empregados conforme proximidade e visibilidade do demonstrado, ambas referenciadas no locutor.
| + próximo + visível | - próximo + visível | - próximo +/- visível |
| ------------------- | ------------------- | --------------------- |
| tóg                 | hã ta               | ũ ta                  |

Bem como no português, no laklãnõ um pronome demonstrativo pode assumir função de sujeito: tóg vũ blaj mũ = este quebrou.
Também é possível associar posposições aos pronomes demonstrativos. Diferentemente do que ocorre no português, com aglutinação de preposição e demonstrativo, no laklãnõ o demonstrativo se conserva como unidade sintática independente.
| Laklãnõ   | ulé                            | tóg                            | ki                             | ta                             | kutã                           | kũ                             | ty                             | mũ                             |
| --------- | ------------------------------ | ------------------------------ | ------------------------------ | ------------------------------ | ------------------------------ | ------------------------------ | ------------------------------ | ------------------------------ |
| Função    | 'lagoa'                        | dem.                           | posp.                          | 3ª pessoa do singular          | 'cair'                         | conj.                          | 'morrer'                       | perf.                          |
| Português | ele caiu nesta lagoa e morreu. | ele caiu nesta lagoa e morreu. | ele caiu nesta lagoa e morreu. | ele caiu nesta lagoa e morreu. | ele caiu nesta lagoa e morreu. | ele caiu nesta lagoa e morreu. | ele caiu nesta lagoa e morreu. | ele caiu nesta lagoa e morreu. |

### Relações de posse
A estrutura geral das relações de posse em laklãnõ é [possuidor] [possuído]. Demais estruturas como posposições e classificadores genéricos podem ser usadas, a depender da subclasse a qual o nome pertence.

### Nomes e Sintagmas Nominais
Conforme definido por Nanblá Gakran, os nomes em laklãnõ podem ser classificados conforme denotem humanos ou não humanos, seres femininos ou masculinos e, dos não humanos, os que são animados ou não animados. Essas palavras podem ser possuídas, intensificadas ou atenuadas, e seus referentes podem existir no atual, retrospectivo ou progressivo. Os nomes podem ser agrupados em: nomes relativos não absolutos; nomes não relativos e não absolutos; e nomes absolutos não relativos. Um nome relativo e não absoluto pode ser possuído diretamente, mas um nome não relativo e não absoluto só pode ser possuído por meio de um mediador de posse; já um nome absoluto e não relativo nunca pode ser possuído.

#### Nomes relativos não absolutos
Os nomes relativos denotam partes que configuram um todo, como as partes do corpo humano, partes de animais e de plantas. É possível dividir os nomes relativos entre aqueles que se ligam aos pronomes pessoais para criar sentido de posse, os nomes da subclasse 1a; e aqueles que nunca se combinam aos pronomes, os nomes da subclasse 1b.

##### Subclasse 1a
Esses nomes, quando combinados aos pronomes pessoais (exceto ahã, ta), geram sentido de posse. As seguintes construções exemplificam este processo:
- ẽnh kónã = meu olho
- a kónã = seu olho/olho de você
- ti kónã = olho dele

Algumas destas construções apenas são possíveis se o nome for usado com sentido metafórico, como em by, que significa rabo, mas também pode significar frigideira (rabo corresponderia ao cabo da frigideira).

##### Subclasse 1b
Esses nomes não são combinados com pronomes, já que denotam partes de frações de um todo. Por exemplo, o nome kágki, que significa cabelo ou pena, e está sempre atribuído à outra parte do corpo.
| Laklãnõ   | ẽnh                | jẽgga              | zéj                |
| --------- | ------------------ | ------------------ | ------------------ |
| Função    | pron. poss.        | mão                | dedo               |
| Português | dedo de minha mão. | dedo de minha mão. | dedo de minha mão. |

#### Nomes absolutos não relativos
Esses nomes denotam sensações ou relações de criação de animais. Os nomes absolutos não relativos dividem-se em subclasse 2 e 3. 

##### Subclasse 2
Esses nomes podem ser possuídos em uma relação estabelecida com o nome classificador genérico mãg. O classificador mãg pode ser comparado ao xerimbabo, do tupi-guarani, e media a determinação nominal de nomes de animais.
| Laklãnõ   | ẽnh                    | mãg                    | tõ                     | kugkév                 |
| --------- | ---------------------- | ---------------------- | ---------------------- | ---------------------- |
| Função    | pron. poss.            | classificador genérico | trans.                 | 'galinha'              |
| Português | meu xerimbabo galinha. | meu xerimbabo galinha. | meu xerimbabo galinha. | meu xerimbabo galinha. |

##### Subclasse 3
Esses nomes denotam sensações. No laklãnõ, sensações são respostas a fenômenos naturais, e não podem ser possuídos. Assim, a construção usada para dizer "estou com frio" seria algo próximo de "existe frio para mim".
| Laklãnõ   | ẽnh                                      | jõ                                       | kutxó                                    | kómãg                                    |
| --------- | ---------------------------------------- | ---------------------------------------- | ---------------------------------------- | ---------------------------------------- |
| Função    | pron. poss.                              | posp.                                    | 'frio'                                   | 'existir'                                |
| Português | existe frio para mim (eu estou com frio) | existe frio para mim (eu estou com frio) | existe frio para mim (eu estou com frio) | existe frio para mim (eu estou com frio) |

#### Número
Há duas formas de expressar número em laklãnõ: com adição de óg aos nomes que denotam humanos, e adição de kabág aos nomes com referentes não humanos.
|            | Singular       | Plural                       |
| ---------- | -------------- | ---------------------------- |
| Humano     | kuzó (velho)   | kuzó óg (velhos)             |
| Não humano | zág (pinheiro) | zág kabág (muitos pinheiros) |

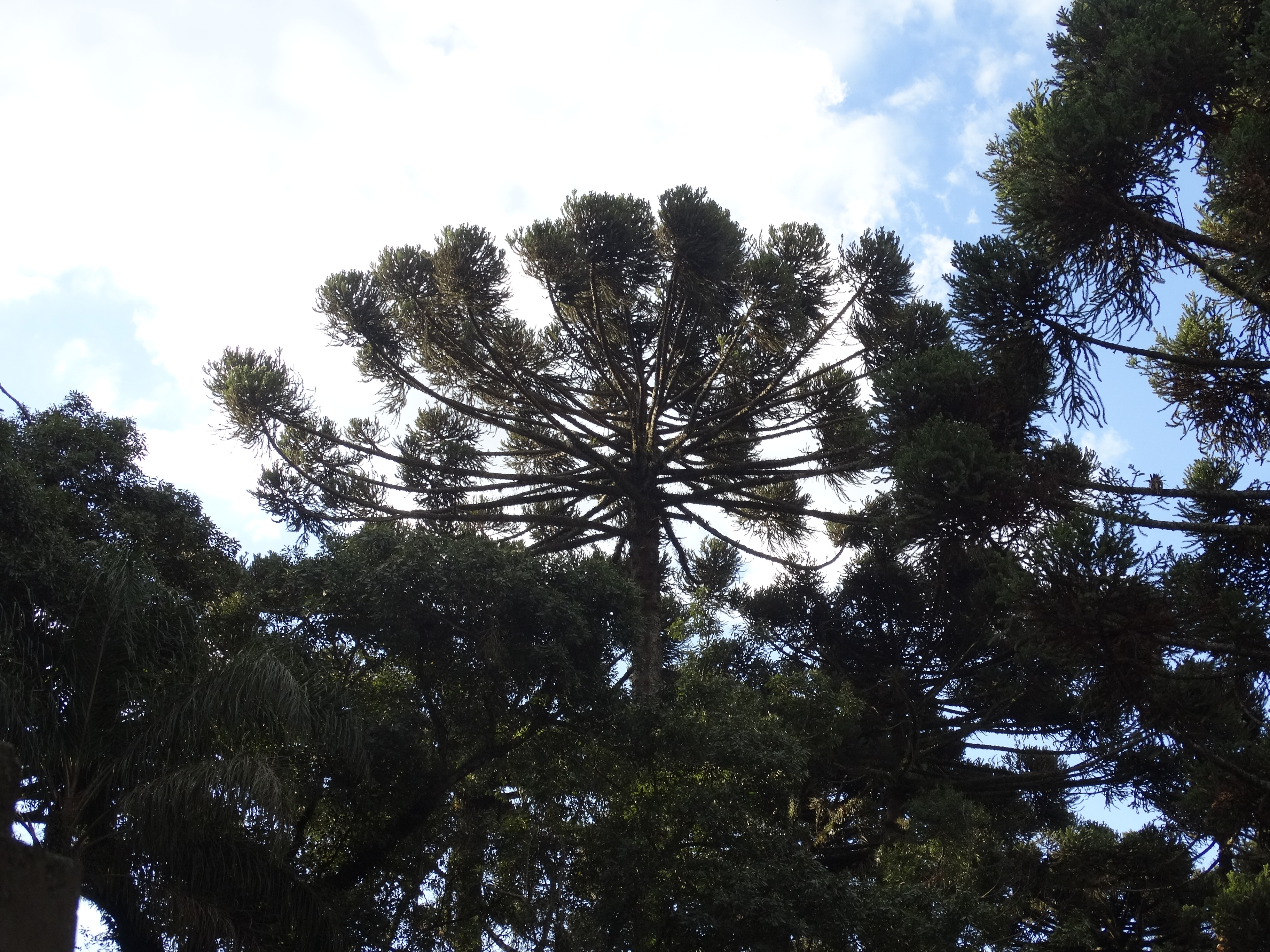
zág (pinheiro)

Existem nomes em laklãnõ que desempenham função de numeral. Estes nomes quantificadores seguem os nomes núcleo.
| Laklãno         | Potuguês        | Quantidade |
| --------------- | --------------- | ---------- |
| pil             | sozinho         | 1          |
| légle           | gêmeo           | 2          |
| légle to pil    | gêmeo e um      | 3          |
| légle to halike | gêmeo com igual | 4          |

#### Estado
Em laklãnõ, os nomes representam o estado de seu referente, através das diferentes construções. Se o nome está no estado atual, este não recebe marca, e seu referente existe no dado momento. Se denotado no estado retrospectivo, o nome recebe a marca jó, e o referente já não existe. Se denotado no estado prospectivo, o nome recebe a marca ke, e a existência de seu referente é projetada. Os estados estão exemplificados para a palavra jópõ (roça):
- jópõ, estado atual: a roça existe no presente.
- jópõ jó, estado retrospectivo: a roça não existe mais no presente.
- jópõ ke, estado prospectivo: a roça irá existir.

#### Gênero
Nomes próprios femininos sempre são acompanhados de zi, a 3ª pessoa do singular feminina, enquanto nomes masculinos não exigem complemento:
- Kulé zi, nome feminino.
- Tucun, nome masculino.

Nomes de seres animados que não têm gênero especificado são sempre masculinos.

### Artigos
Há dois artigos em laklãno: te (definido) e u (indefinido). Ambos se posicionam à direita do núcleo do sintagma nominal e ocorrem em sentenças afirmativas, negativas e interrogativas. Os artigos em laklãnõ não indicam número nem gênero.
| Laklãnõ   | Kãggunh                | kagkio                 | te                     | ko                     | ló                     |
| --------- | ---------------------- | ---------------------- | ---------------------- | ---------------------- | ---------------------- |
| Função    | nome masculino         | 'peixe'                | art.                   | 'comer'                | 'para'                 |
| Português | Kãggunh, coma o peixe. | Kãggunh, coma o peixe. | Kãggunh, coma o peixe. | Kãggunh, coma o peixe. | Kãggunh, coma o peixe. |

### Marcas
Toda oração precisa ter uma "marca de sujeito", posta adjacentemente a um sintagma nominal para indicação de sujeito, e variável conforme pessoa e número.

### Ideofones
Os ideofones associam ideias a sons, e ocorrem antes do verbo núcleo. Podem simbolizar sons produzidos por animais, por fenômenos da natureza e por eventos.

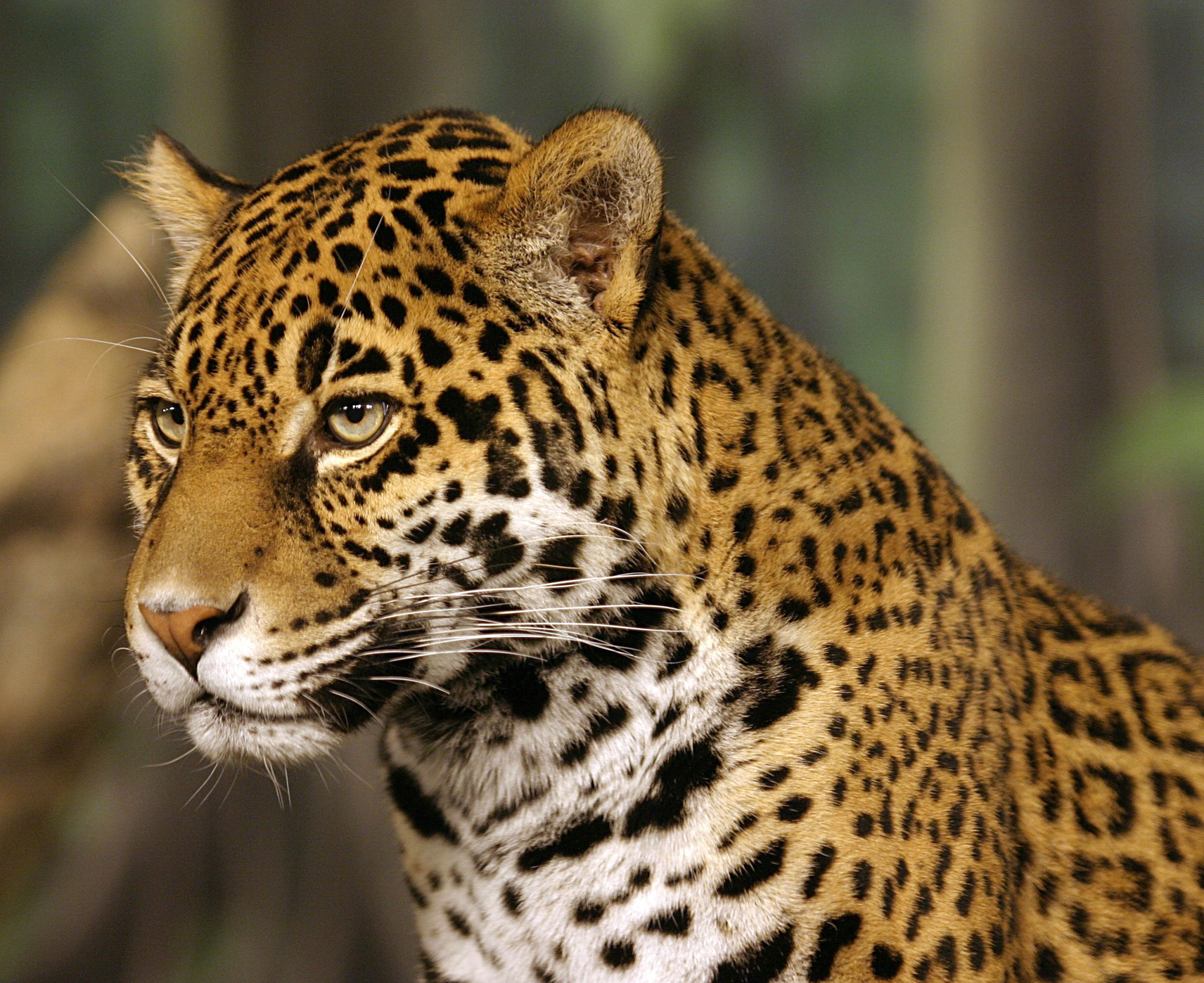
mẽg (onça)

| Laklãnõ   | mẽg            | gwin gwin                  | ke                          | mũ             |
| --------- | -------------- | -------------------------- | --------------------------- | -------------- |
| Função    | 'onça'         | ideofone de rosnar de onça | aspecto nominal perspectivo | perf.          |
| Português | a onça rosnou. | a onça rosnou.             | a onça rosnou.              | a onça rosnou. |

### Verbos
Os verbos em laklãnõ têm maneiras diferentes de serem pluralizados, conforme a transitividade. Os verbos transitivos têm número indicado pelo número do paciente, e os intransitivos pelo número do sujeito ou agente. Há outra distinção importante: verbos que contribuem nas noções aspectuais e os que não contribuem. Os verbos que contribuem com noções aspectuais são os verbos posicionais e de movimento, que, quando transitivos, esclarecem a forma física do sujeito, e quando intransitivos, dizem respeito ao objeto.
| Posição                                    | Singular | Plural |
| ------------------------------------------ | -------- | ------ |
| estar sentado                              | nẽ       | jãgnẽ  |
| estar deitado                              | nõ       | jãgnõ  |
| estar pendurado                            | txó      | jãgdjó |
| estar em posição indefinida                | nĩ       | nỹ     |
| estar em posição indefinida, mas espalhado |          | nõ     |
| estar em pé                                | jã       | kójã   |
| ir                                         | tẽ       | mũ     |
| vir                                        | katẽ     | kamũ   |

#### Tempo
Não há desinência verbal de tempo em laklãno. As marcas de aspecto podem indicar tempo, e também são usadas sete palavras temporais, todas formadas a partir de nomes e de demonstrativos.
| Passado                               | Presente     | Futuro            |
| ------------------------------------- | ------------ | ----------------- |
| vãtxỹ (antigamente)                   | vãha (agora) | kulagh ũ (amanhã) |
| la ũ tá (ontem)                       |              | kól kũ (depois)   |
| la ũ ta tá (antes de ontem)           |              |                   |
| hã ta-ka (naquele tempo, naquela vez) |              |                   |

#### Aspecto
Há quatro aspectos verbais em laklãnõ: perfectivo, imperfectivo, estativo e progressivo. As marcas de aspecto ocupam sempre a posição final da oração. 

##### Perfectivo
Denota processos e eventos que estão concluídos no momento. A marca do perfectivo é mũ, que também denota o plural para 'ir'. 
| Laklãnõ   | ta                    | vũ               | kutã      | mũ        |
| --------- | --------------------- | ---------------- | --------- | --------- |
| Função    | 3ª pessoa do singular | marca de sujeito | 'cair'    | perf.     |
| Português | ele caiu.             | ele caiu.        | ele caiu. | ele caiu. |

##### Imperfectivo
O imperfectivo marca um evento como inacabado, sem término delimitado. Pode denotar eventos que ainda não iniciaram, mas são previstos. A marca do imperfectivo é tẽ, o mesmo que 'ir' no singular. 
| Laklãnõ   | jan             | ta                    | tẽ              |
| --------- | --------------- | --------------------- | --------------- |
| Função    | 'cantar'        | 3ª pessoa do singular | imperf.         |
| Português | ele vai cantar. | ele vai cantar.       | ele vai cantar. |

No exemplo, a tradução para português corresponde ao futuro. Porém, em laklãnõ, o aspecto imperfectivo não demarca tempo, mas sim um processo que iniciou mas não terminou, ou que é projetado. 

##### Estativo
O estativo exprime evento contínuo ou estado. Ocorre em orações nas quais o sujeito é um pronome pessoal enfático. . A marca do aspecto estativo é vã. 
| Laklãnõ   | ẽnh                          | ja                           | jan                          | vã                           |
| --------- | ---------------------------- | ---------------------------- | ---------------------------- | ---------------------------- |
| Função    | 1ª pessoa do singular        | enfatização                  | 'cantar'                     | estat.                       |
| Português | eu mesmo que estou cantando. | eu mesmo que estou cantando. | eu mesmo que estou cantando. | eu mesmo que estou cantando. |

Há associação do aspecto estativo e do nominal prospectivo para denotação de ação projetada. 
| Laklãnõ   | a                      | ha                     | jan                    | ke                          | vã                     |
| --------- | ---------------------- | ---------------------- | ---------------------- | --------------------------- | ---------------------- |
| Função    | 2ª pessoa do singular  | enfatização            | 'cantar'               | aspecto nominal prospectivo | estat.                 |
| Português | é você que vai cantar. | é você que vai cantar. | é você que vai cantar. | é você que vai cantar.      | é você que vai cantar. |

##### Progressivo
Este aspecto marca processos em pleno desenvolvimento, ou estado em plena existência. Usam-se os verbos posicionais como marcas do progressivo e o sujeito destes predicado pertence aos pronomes pessoais, sem uso de posposições. 
| Laklãnõ   | jan                          | nũ                           | jã                           |
| --------- | ---------------------------- | ---------------------------- | ---------------------------- |
| Função    | 'cantar'                     | 1ª pessoa do singular        | 'estar em pé'                |
| Português | eu canto/ eu estou cantando. | eu canto/ eu estou cantando. | eu canto/ eu estou cantando. |

#### Modo

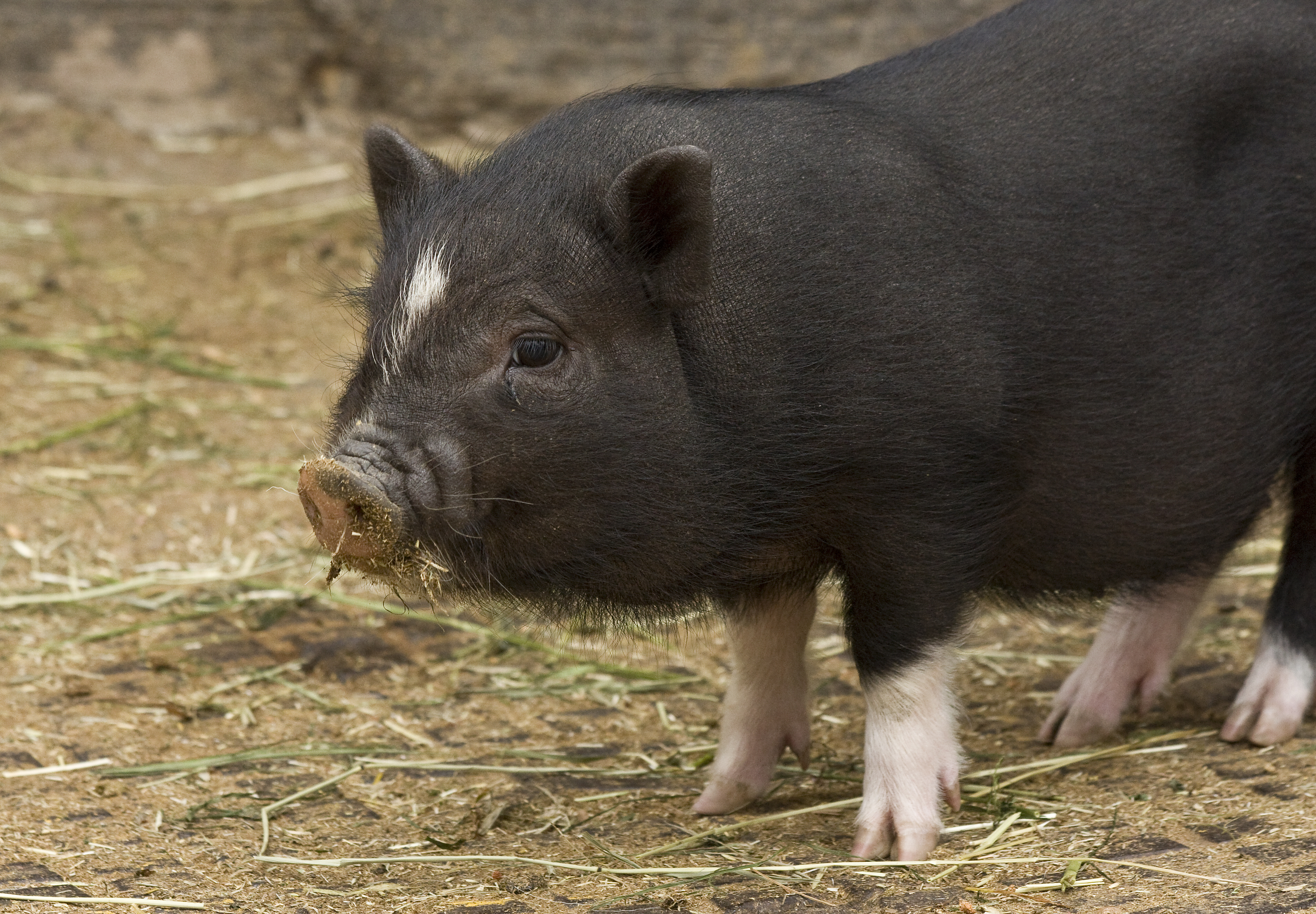
ugby (porco)

Há apenas um modo especificado na gramática laklãnõ: o imperativo. Este é expresso quando o verbo é seguido ou precedido das posposições ló, que expressa deslocamento. 
| Laklãnõ   | ugby                   | bág                    | te                     | pénũ                   | ló                     |
| --------- | ---------------------- | ---------------------- | ---------------------- | ---------------------- | ---------------------- |
| Função    | 'porco'                | adv.                   | especificador          | 'atirar'               | posp.                  |
| Português | atira no porco grande! | atira no porco grande! | atira no porco grande! | atira no porco grande! | atira no porco grande! |

Também ocorre a construção permissiva, com o verbo nominalizado e o sujeito marcado por jé. No caso de construção permissiva negativa, ocorre o morfema de negação tũ na última posição, associado com os nominalizadores de ação -g, -n, -nh. 
| Laklãnõ   | ẽnh                   | ve                 | jé                 | kala               |
| --------- | --------------------- | ------------------ | ------------------ | ------------------ |
| Função    | 1ª pessoa do singular | 'ver'              | posp.              | 'entrar'           |
| Português | entra para me ver!    | entra para me ver! | entra para me ver! | entra para me ver! |

| Laklãnõ   | mũ         | tũg                | jãg           |
| --------- | ---------- | ------------------ | ------------- |
| Função    | 'ir'       | morfema de negação | 'estar em pé' |
| Português | não vamos. | não vamos.         | não vamos.    |

#### Duplicação
Um fator particular deste idioma e do kaingangue (configurando fator das línguas jês meridionais) é, em demonstração de ergatividade, o uso de duplicação do verbo ou redundância para indicação de pluralidade do objeto direto. 
| Laklãnõ   | Jug                         | vũ                          | do                          | hánhan                      | mũ                          |
| --------- | --------------------------- | --------------------------- | --------------------------- | --------------------------- | --------------------------- |
| Função    | 'pai'                       | marca de sujeito            | 'flecha'                    | 'fazer'                     | perf.                       |
| Português | meu pai fez várias flechas. | meu pai fez várias flechas. | meu pai fez várias flechas. | meu pai fez várias flechas. | meu pai fez várias flechas. |

### Sentença
O laklãnõ tem ordem Sujeito-Objeto-Verbo. Predicados verbais intransitivos têm o verbo na penúltima posição da sentença, seguidos pelas marcas de aspecto, enquanto os verbais transitivos vêm precedidos pelos seus objetos e seguidos de marcas aspectuais. Nos predicados possessivos e estativos, a marca de sujeito vũ aparece após o objeto. 
Interjeições ocupam o primeiro lugar na sentença, e os ideofones ocupam posição de objeto direto. 

#### Comparativas
Em laklãnõ, há duas construções comparativas: as de igualdade e as constrativas. Ambas são possíveis apenas entre nomes, e seguem a ordem [elemento comparado] [elemento de referência] [posposição comparativa]. 
As comparações de igualdade são feitas com a marca like (similitivo). 
| Laklãnõ   | tóg                         | vũ                          | hã                          | ta                              | like                        | nẽ                          |
| --------- | --------------------------- | --------------------------- | --------------------------- | ------------------------------- | --------------------------- | --------------------------- |
| Função    | pronome demonstrativo       | marca de sujeito            | 'aquele'                    | 1ª pessoa do singular masculino | posposição de igualdade     | verbo posicional            |
| Português | este é parecido com aquele. | este é parecido com aquele. | este é parecido com aquele. | este é parecido com aquele.     | este é parecido com aquele. | este é parecido com aquele. |

As comparações constrativas são feitas com a marca kazyl (contrário). 

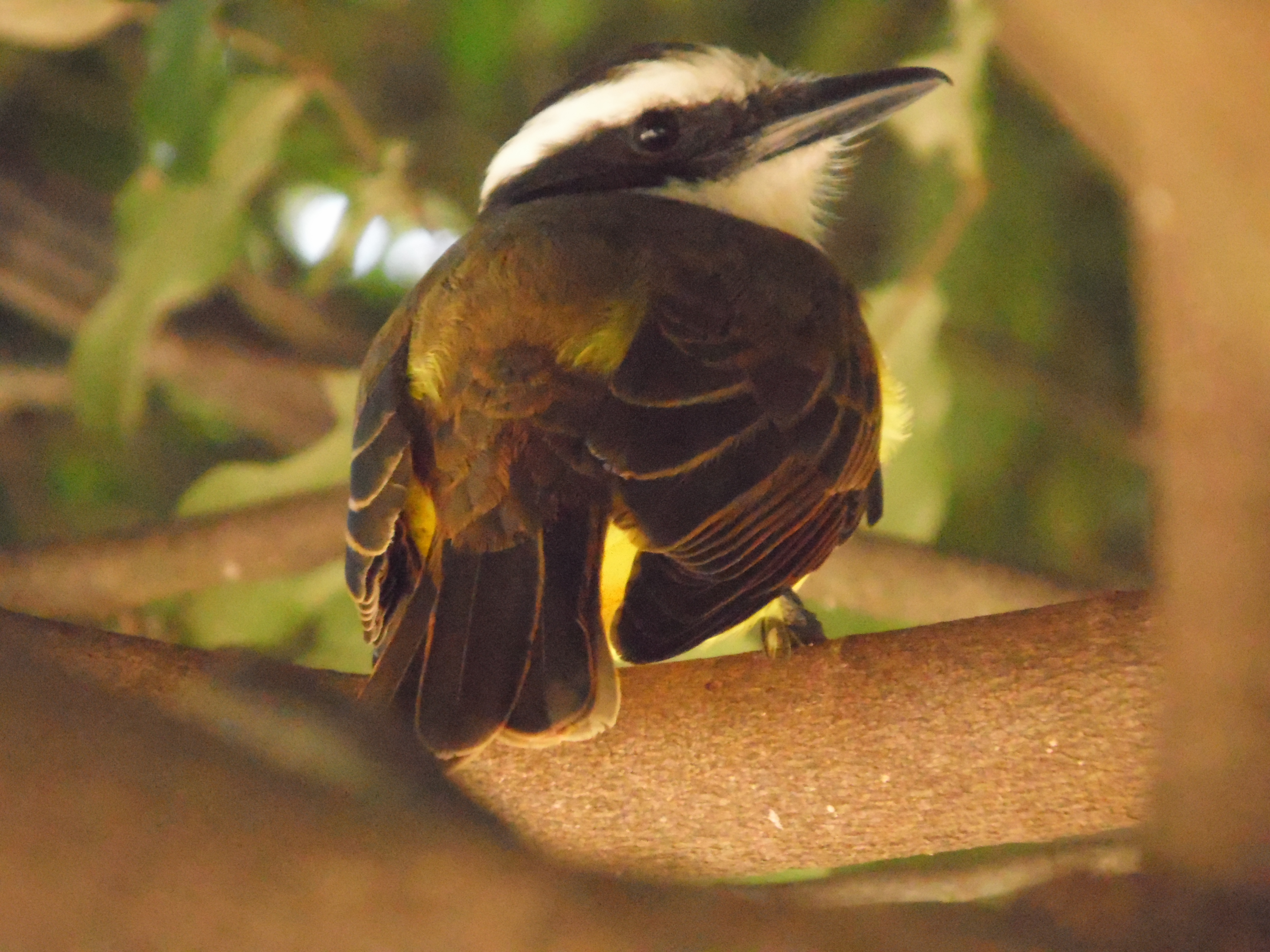
txãggõnh (pássaro)

| Laklãnõ   | kugkév                                                 | nẽ                                                     | te                                                     | vũ                                                     | txãggõnh                                               | nẽ                                                     | te                                                     | kazyl                                                  | kũ                                                     | tẽ                                                     |
| --------- | ------------------------------------------------------ | ------------------------------------------------------ | ------------------------------------------------------ | ------------------------------------------------------ | ------------------------------------------------------ | ------------------------------------------------------ | ------------------------------------------------------ | ------------------------------------------------------ | ------------------------------------------------------ | ------------------------------------------------------ |
| Função    | 'galinha'                                              | 'carne'                                                | especificador                                          | marca de sujeito                                       | 'pássaro'                                              | 'carne'                                                | especificador                                          | posposição de contraste                                | conjunção                                              | aspecto imperfectivo                                   |
| Português | a carne da galinha é diferente da carne de passarinho. | a carne da galinha é diferente da carne de passarinho. | a carne da galinha é diferente da carne de passarinho. | a carne da galinha é diferente da carne de passarinho. | a carne da galinha é diferente da carne de passarinho. | a carne da galinha é diferente da carne de passarinho. | a carne da galinha é diferente da carne de passarinho. | a carne da galinha é diferente da carne de passarinho. | a carne da galinha é diferente da carne de passarinho. | a carne da galinha é diferente da carne de passarinho. |

#### Negativas
As sentenças negativas nominais são marcadas pelo morfema tũ (privativo), e atribui significado de 'destituído de algo'. 
| Laklãnõ   | kle                   | kàgki                 | tũ                    |
| --------- | --------------------- | --------------------- | --------------------- |
| Função    | 'cabeça'              | 'cabelo'              | 'sem'                 |
| Português | sem cabelo da cabeça. | sem cabelo da cabeça. | sem cabelo da cabeça. |

Os predicados verbais negativos apresentam verbo nominalizado, acompanhado do morfema negativo tũ  e da marca de aspecto imperfectivo tẽ. 
| Laklãnõ   | jõ                    | zi                    | vũ                    | tavi-g                | tũ                    | tẽ                    |
| --------- | --------------------- | --------------------- | --------------------- | --------------------- | --------------------- | --------------------- |
| Função    | 'mãe'                 | marca de feminino     | marca de sujeito      | chegar (nominalizado) | morfema negativo      | aspecto imperfectivo  |
| Português | minha mãe não chegou. | minha mãe não chegou. | minha mãe não chegou. | minha mãe não chegou. | minha mãe não chegou. | minha mãe não chegou. |

#### Interrogativas
As interrogações que exigem respostas diferentes de sim ou não podem ser construídas com ũ, usada em referência a humanos, como 'quem', e com de, usada para não humanos, como 'o que'. 
| Laklãnõ   | ũ                | óg                  | nũ               | vũ               | kamũ?            |
| --------- | ---------------- | ------------------- | ---------------- | ---------------- | ---------------- |
| Função    | 'quem'           | 3ª pessoa do plural | interrogativo    | marca de sujeito | 'vir'            |
| Português | quem está vindo? | quem está vindo?    | quem está vindo? | quem está vindo? | quem está vindo? |

As interrogativas polares têm entonação ascendente associada à posição do que é questionado. O argumento sujeito que é questionado vem na posição inicial, marcado pelo especificador te, que focaliza o elemento. 
| Laklãnõ   | jug            | te             | dén            | ko             | mũ?                |
| --------- | -------------- | -------------- | -------------- | -------------- | ------------------ |
| Função    | 'pai'          | especificador  | 'algo'         | 'comer'        | aspecto perfectivo |
| Português | meu pai comeu? | meu pai comeu? | meu pai comeu? | meu pai comeu? | meu pai comeu?     |

## Vocabulário

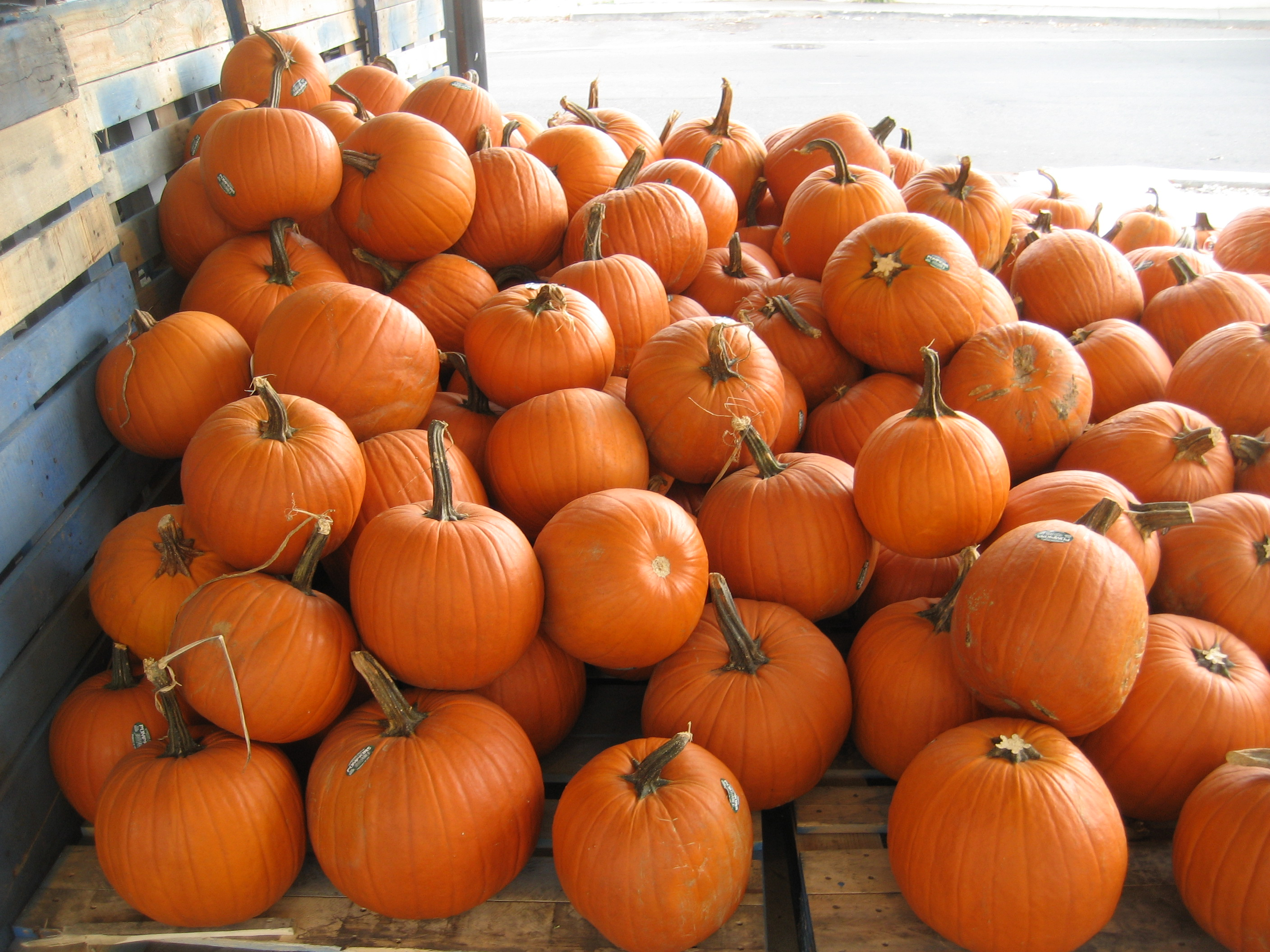
péhov kabág (muitas abóboras)

Péhov tõ Dén Kónã ũn Pã Han, a tradução laklãnõ da cantiga 'De abóbora faz melão', é uma das que são ensinadas nas escolas da Terra Indígena do Ibirama, como recurso secundário do ensino bilíngue laklãnõ/português. 
| Péhov tõ Dén Kónã ũn Pã Han | De abóbora faz melão |
| --- | --- |
| Péhov tõ dén kónã ũn pã han Dén kónã ũn pã te tõ vel mlũl ve kónã han Tõ dén glã tõ ‘sinhá’ han Dén glã tõ ‘sinhá’ han, ‘Maria’! U tõ ẽ vãnhglén jógpalag jé txul mũ te jé ‘Juquinha’ nẽjó ló tẽg Ta vũ lãglãg hũ, võn võn gég ke mũ. Ta vũ vãtxõ djõnh gég ke mũ. | De abóbora faz melão De melão faz melancia Faz doce sinhá Faz doce sinhá Faz doce sinhá Maria! Quem quiser aprender dançar Vai à casa do Juquinha Ele pula, ele roda. Ele faz requebradinha. |

O kulav é uma sopa laklãnõ que era preparada com procedimentos especiais. Hoje, é preparado sem os procedimentos tradicionais. 
| Laklãnõ | Português |
| --- | --- |
| Vãtxõ ti ka tõgen ku óg kulav te han ké kemu. Tá ti óg gal ti kagjã ku to kulav ké ke mu. Gal kagjã ti óg kuklu te ki goj txunh ku óg tõ gal kagjã te to kivin ku ti vãnvul, ku óg penky ki txunh ku ko ké ke mu. | O kulav (sopa) era feito geralmente com milho mastigados pelas mulheres. Coloca-se a água na panela de barro misturando o milho já mastigado, após 5 a 10 dias de fervura, retira-se a panela e serve-se em potes feitos de barro. |

## Menções
A língua laklãnõ foi tema de dois problemas da Olimpíada Brasileira de Linguística. Em 2017, na edição Margele, o problema propunha associação de vocábulos kaingang e laklãnõ. Em 2019, na edição Ye'pâ-masa, o problema abordava relações de posse em laklãno.  